# Chrysoteuchia porcelanellus
Chrysoteuchia porcelanellus is een vlinder uit de familie van de grasmotten (Crambidae). De wetenschappelijke naam van de soort is voor het eerst geldig gepubliceerd in 1860 door Motschulsky.